# Gaoth Dobhair
Gaoth Dobhair (Gweedore en anglès) és una parròquia d'Irlanda, a la Gaeltacht del Comtat de Donegal. És la llar de la famosa cantant Enya i del grup de música celta Clannad.

## Geografia
- Arduns (An tArd Donn)
- Ardnagappery (Ard na gCeapairí)
- Ballindrait (Baile an Droichid)
- Bloody Foreland (Cnoc Fola)
- Brinaleck (Bun an Leaca)
- Bunaninver (Bun an Inbhear)
- Bunbeg (An Bun Beag)
- Carrick (An Charraic)
- Carrickataskin (Carraig an tSeascain)
- Cotteen (Coitín o An Choiteann)
- Crolly (Croithshlí o Croithlí)
- Curransport (Port Uí Chuireáin)

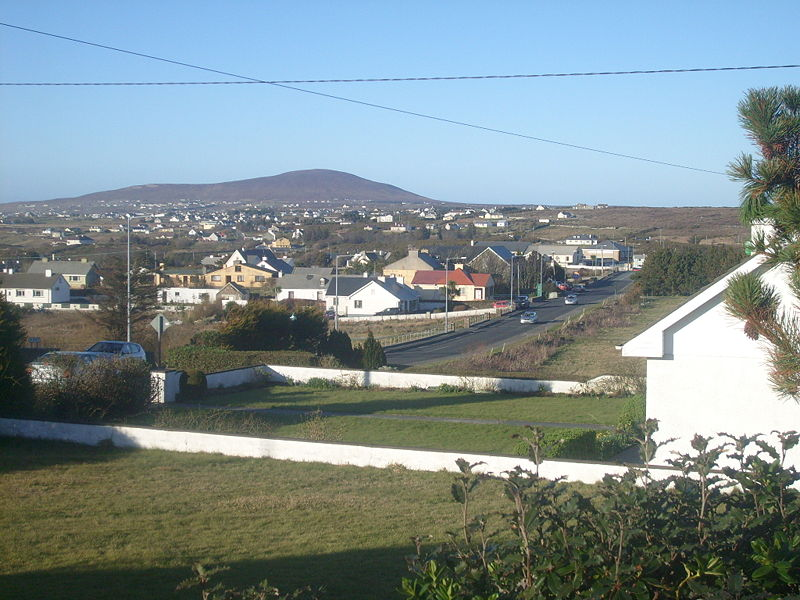
Gaoth Dobhair.

- Derrybeg (Na Doirí Beaga o Doire Beag)
- Dore (Dobhar)
- Dunlewey (Dún Lúiche)
- Glassagh (Glaiseach o An Ghlaisigh)
- Glasserchoo (Glaisear Chú o Glas Dobhar Chú)
- Glentornan (Gleann Tornáin)
- Knockastolar (Cnoc an Stolaire)
- Lunniagh (Luinneach)
- Magheraclogher (Machaire Chlochair)
- Magheragallon o Magheragallen (Machaire Gathlán)
- Meenaclady (Mín an Chladaigh)
- Meenacuing (Mín na Cuinge)
- Meenaniller (Mín an Iolair)
- Middletown (Baile Lár)
- Sheskinbeg (Seascann Beag)
- Stranacorkra (Srath na Corcra)

## Situació lingüística
Gaoth Dobhair té una població de 4.500 habitants dividits en tres districtes electorals:
- Machaire Chlochair amb una població de 2.651 habitants dels quals el 77% són parlants nadius d'irlandès.
- Cnoc Fola/Min an Chladaigh amb una població de 1.326 habitants dels quals el 83% són parlants nadius d'irlandès.
- Dun Luiche amb una població de 695 habitants dels quals el 76% són parlants nadius d'irlandès

La llengua parlada predominant a la parròquia és l'irlandès, però l'anglès també hi és força present. Tots els serveis escolars i religiosos es fan en irlandès. Centenars d'estudiants d'arreu d'Irlanda venen a l'escola d'estiu Coláiste Cholmcille (Columcille) per a millorar el coneixement del gaèlic irlandès.

## Història
La colonització de l'Ulster en 1609 va donar un gir al destí de la parròquia. Les famílies parlants de gaèlic que havien estat expulsades de les terres fèrtils del Lagan i dels seus voltants foren dutes a les torberes inhòspites de l'oest de Donegal. Alguns d'ells marxaren més lluny de Gaoth Dobhair mentre que anglesos i escocesos s'hi establien. Sembla que la parròquia tenia una població força dispersa en el segle xvii, i fins al segle xix la població era escassa però amb bona relació amb els propietaris de la terra.
La qualitat de vida es va deteriorar amb l'arribada de nous terratinents en el segle xix, particularment George Hill (1801–1879) i el seu fill Arthur. La gent de la parròquia liderada per James McFadden (gaèlic irlandès: Séamus Mac Pháidín), rector de 1875 a 1901, va desafiar els terratinents amb la fundació de la secció local de la Land League i el Pla de Campanya. El clímax de la Guerra de la Terra a Gaoth Dobhair arribà al clímax quan uns parroquians assassinaren l'inspector de districte de la Royal Irish Constabulary William Limbrick Martin (An Mháirtínigh) a la sortida de l'església local Teach Phobail Mhuire a Derrybeg el diumenge 3 de febrer de 1889 mentre el pare McFadden jeia a terra amb una espasa a la mà. El cas fou exposat el 1928 en les memòries de Tim Healy, qui defensà el pare McFadden i els seus parroquians.
Un periodista irlandès dels Estats Units W.H. Hurlbert, també investigà les disputes entre terratinents i pagesos a Gaoth Dobhair en el seu llibre Ireland under Coercion, publicat en 1888.
S'han publicat molts llibres en irlandès, i alguns en anglès, detallant la rica història de Gaoth Dobhair. Un dels més prolífics historiadors locals és Cáit Nic Giolla Bhríde.

## Personatges il·lustres
- Moya Brennan, cantant
- Seán Mac Fhionnghaile, actor
- Tarlach Mac Suibhne, músic
- Na Casaidigh, banda de música tradicional
- Aoife Ní Fhearraigh, cantant
- Clannad, grup musical
- Patrick O'Donnell, activista republicà
- Gavin Ó Fearraigh, actor/model
- Bríd Rodgers, polític del SDLP
- Enya, cantant